# Veronica ochracea
Veronica ochracea är en grobladsväxtart som först beskrevs av Ashwin, och fick sitt nu gällande namn av Garn.-jones. Veronica ochracea ingår i släktet veronikor, och familjen grobladsväxter. Inga underarter finns listade i Catalogue of Life.

## Bildgalleri

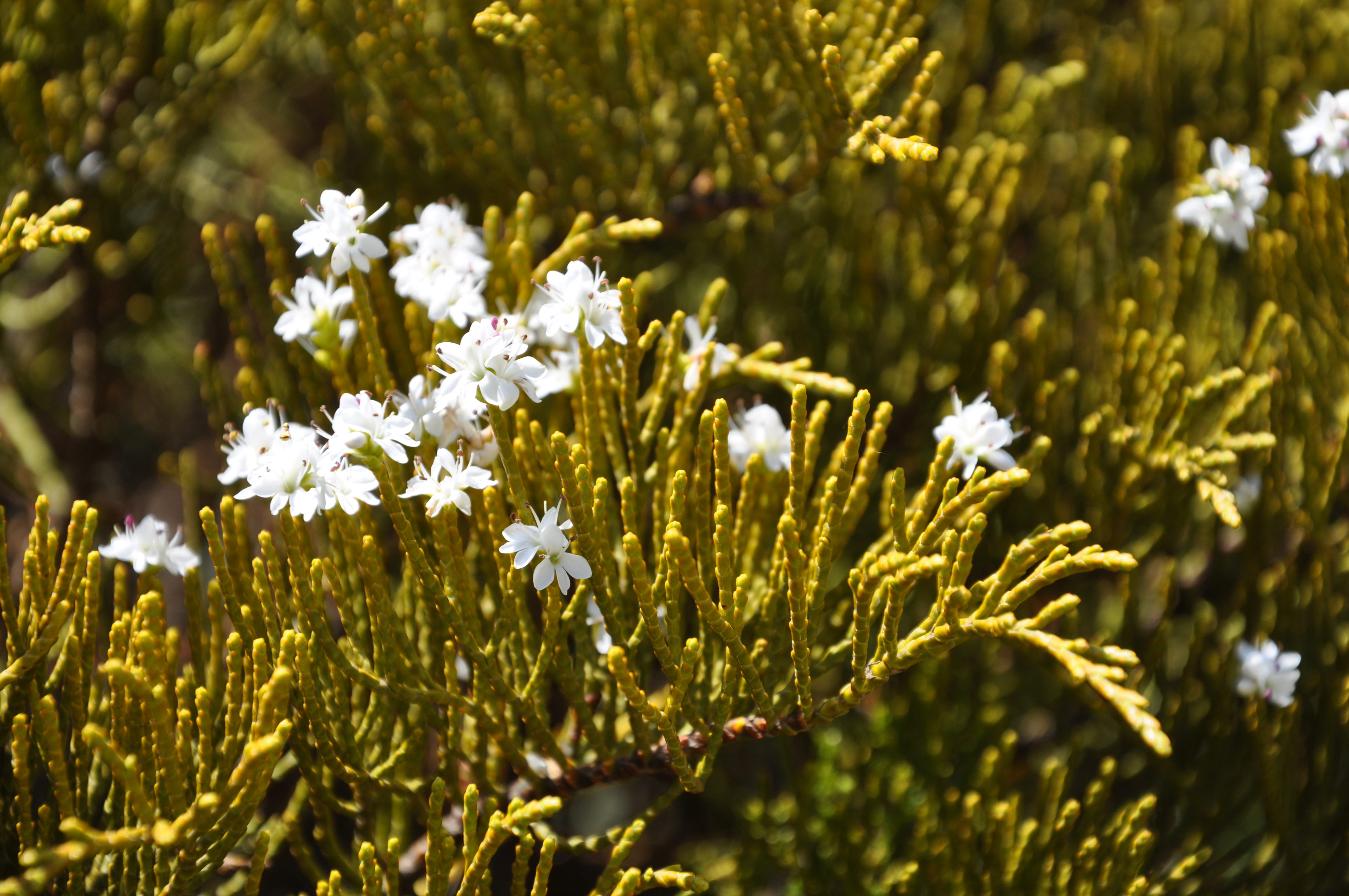
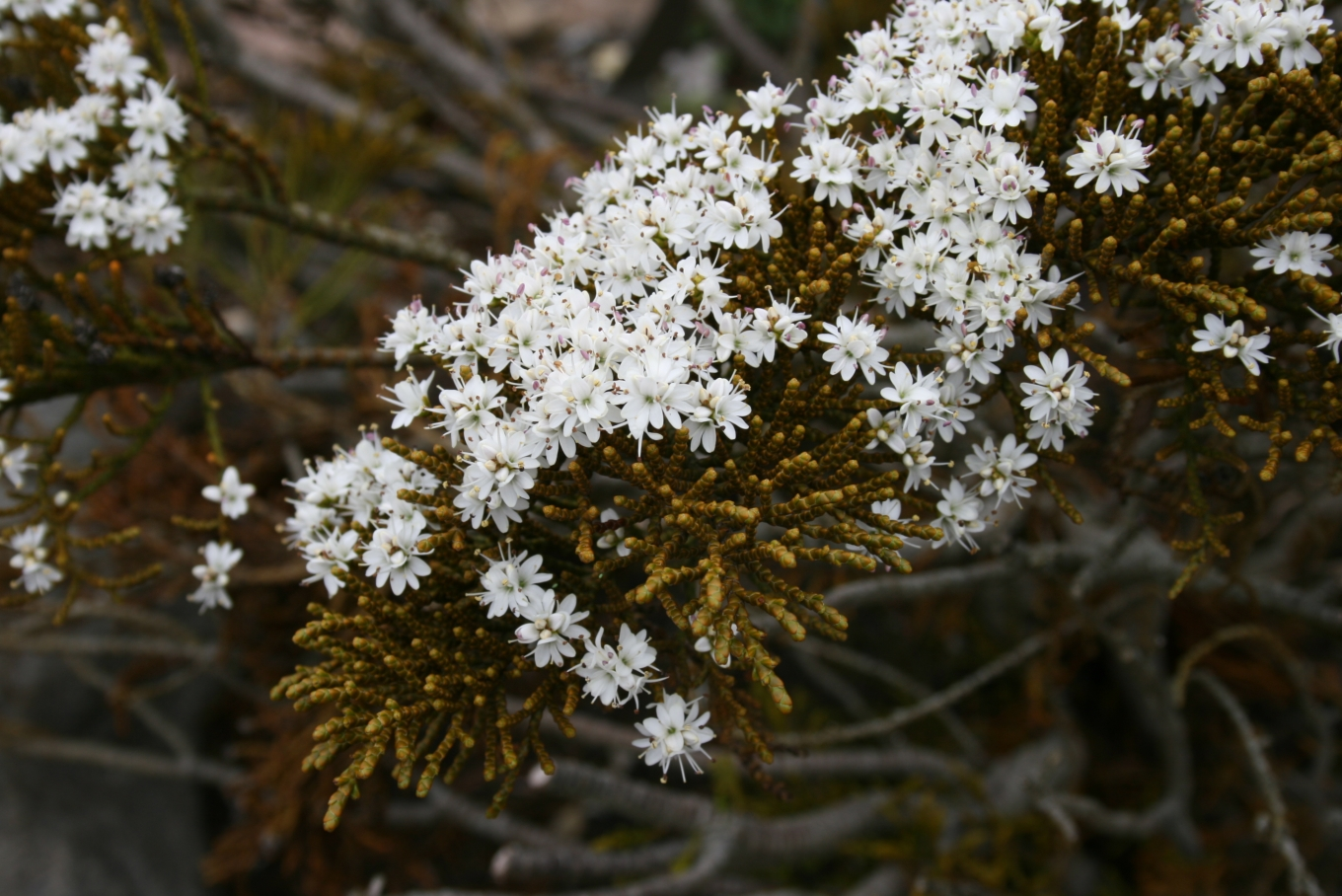